# 九龍區專線小巴83M線
九龍專線小巴83M線是往來牛頭角至彩虹站的一條專線小巴路線，由永富利發展有限公司承辦。

## 簡介及歷史
政府於2003年開展彩雲道及佐敦谷毗鄰的發展計劃，該處將興建多個公共屋邨（彩盈邨、彩德邨及彩福邨），其中彩盈邨率先於2008年入伙，運輸署於同年9月26日公開招標本路線，往來彩盈邨至坪石公共運輸交匯處，往坪石方向會先繞經牛頭角街市，返回彩盈邨後再往坪石，最後由永富利發展有限公司投得，並於2009年6月22日起投入服務。
由於彩盈邨區內的道路網（包括彩盈路往觀塘道天橋、彩興里等）未能及時通車，因此本路線開辦時，只開通彩盈邨至牛頭角街市的路段。而且由於彩盈邨本身已有行人天橋往來九龍灣站，因此本線之客源為往來牛頭角街市購物的彩盈邨居民。
彩盈路天橋及彩興里現時已經通車，彩德邨及彩福邨已經於2010年落成入伙，運輸署擬計劃本線延長至彩德邨，同時由本線分拆一條83A線，往來彩福邨至坪石及港鐵彩虹站，於2010年8月23日起投入服務。
及至彩德邨逐步開始入伙，為方便該邨居民往來彩虹站接駁港鐵，本線由2010年12月18日起延長至坪石公共運輸交匯處（1樓），但由彩盈邨開出後，仍會先繞經牛頭角街市，返回彩盈邨後才經彩德邨前往坪石，並增設往來彩盈邨至牛頭角街市之 $2.5分段收費。
2015年1月4日起再度加價。

## 行車路線
| 序號 | 車站名稱               | 街道                   |
| ---- | ---------------------- | ---------------------- |
| 1    | 彩盈邨小巴總站         | 彩霞道                 |
| 2    | 彩盈邨盈順樓           | 彩霞道                 |
| 3    | 彩頤居                 | 彩霞道                 |
| 4    | 淘大花園               | 佐敦谷北道             |
| 5    | 牛頭角街市             | 牛頭角道               |
| 6    | 安基苑                 | 安華街                 |
| 7    | 淘大花園               | 佐敦谷北道             |
| 8    | 瑪利諾中學             | 彩霞道                 |
| 9    | 彩頤居                 | 彩霞道                 |
| 10   | 浸信宣道會呂明才小學   | 彩霞道                 |
| 11   | 彩德邨彩賢樓           | 彩榮路                 |
| 12   | 彩德邨彩仁樓           | 彩榮路                 |
| 13   | 彩德邨彩誠樓           | 屋邨通道               |
| 14   | 彩興里                 | 彩興里                 |
| 15   | 坪石小巴總站（彩虹站） | 坪石小巴總站（彩虹站） |
| 16   | 彩興里                 | 彩興里                 |
| 17   | 彩德邨彩義樓           | 彩興路                 |
| 18   | 彩盈邨盈富樓           | 彩霞道                 |
| 19   | 浸信宣道會呂明才小學   | 彩霞道                 |
| 20*  | 彩盈邨小巴總站         | 彩霞道                 |

- 在實際運作上，路線為來往牛頭角街市及彩虹站，彩盈邨則屬中途站，故於彩興路及彩榮路上車之乘客，抵達有*號的車站可以不必下車，繼續前往牛頭角街市。

雙向分段收費
- 彩盈邨往來牛頭角街市：$3.6

（長者、殘疾人士及穿著校服學生優惠票價 $3.6）
（此線所有車輛均接受八達通卡付款；上車及下車均可付款，不設找續；若繳付短程分段收費，請通知車長調校八達通機。）

### 走線圖

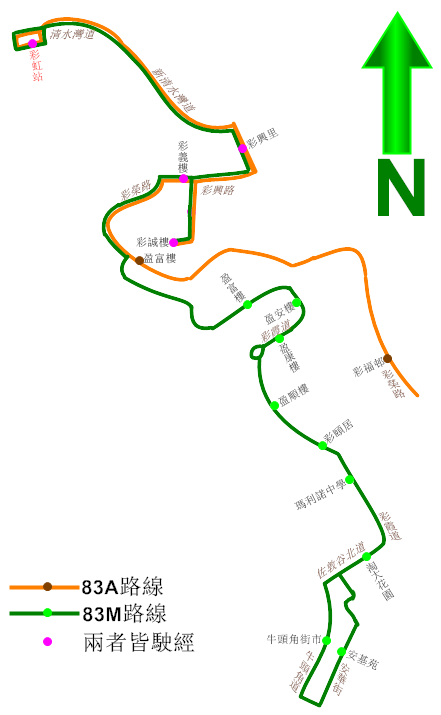
此線與83A線的走線圖

## 服務時間及班次
- 彩盈邨及坪石公共運輸交匯處開：0645-2300（12分鐘一班）